# Peter Rice
Peter Rice (Dundalk, 16 de juny de 1935-Londres, 25 d'octubre de 1992), fou un enginyer irlandès, que va treballar a l'Òpera de Sydney, a la Piràmide del Louvre i al Centre Pompidou de París, entre altres importants construccions.
El 1992 va ser el segon enginyer guardonat amb la Reial Medalla d'or d'Arquitectura del Royal Institute of British Architects.

## Projectes
- Òpera de Sydney, Sydney, Austràlia; 1957
- Crucible Theatre, Sheffield, Anglaterra; 1967
- Amberly Road Children's Home, Londres; 1969
- National Sports Centre, Crystal Palace, Londres; 1970
- Arts Centre, Warwick University, Coventry, Anglaterra; 1970
- Perspex spiral staircase, jeweller's shop, Jermyn Street, Londres; 1970
- Super Grimentz Ski Village, Valais, Suïssa; 1970
- Conference Centre, Mecca, Arabia Saudi; 1971
- Centre Pompidou (Beaubourg), Paris, França; 1971
- Jumbo jet hangar, Johannesburg, Sud-àfrica; 1976
- TGV Station Lille, Lille, França; 1994
- Mobiles Zelt in London Londres; 1992
- TGV Station Roissy, França; 1991-94
- Elektronikfabrik Thomson Saint-Quentin-en-Yvelines; 1990
- Umbau des Louvre Paris-1er, França; 1988-93
- Cité des Sciences et de l'Industrie Paris-19e, França; 1986
- De Menil Collection Houston, EUA; 1981-86
- IBM Pavillon 1980-84
- 'Quartierslaboratorium' für Stadterneuerung Otranto; 1979
- Residential Complex Corciano; 1978-82